# 普萊森特米爾斯 (印地安納州)
普萊森特米爾斯（英語：Pleasant Mills）是位於美國印地安納州亞當斯縣的一個非建制地區。該地的面積和人口皆未知。

## 地理
普萊森特米爾斯的座標為40°46′40″N 84°50′32″W / 40.77778°N 84.84222°W，而該地的平均海拔高度為242米（即794英尺）。